# Erich Brennecke
Karl Wilhelm Erich Brennecke (* 5. Februar 1885 in Bockenem am Harz; † 11. August 1967 in Berlin) war ein deutscher Geodät und Hochschullehrer.

## Leben
Er war der Sohn des Uhrmachers Theodor Brennecke und dessen Ehefrau Alwine geborene Behrens. Er war zunächst von 1898 bis 1902 bei der Regierung Hildesheim tätig, dann war er für ein Jahr Landmessereleve und nahm ein Studium der Naturwissenschaften an der Landwirtschaftlichen Hochschule Berlin auf, das er 1905 erfolgreich abschloss. Als königlich-preußischer Landmesser war von 1906 bis 1911 beim Landeskulturamt der Rheinprovinz tätig. Nach seiner Teilnahme am Ersten Weltkrieg war er von 1919 bis 1921 als Assistent bei Christian August Vogler (1841–1925) an der Landwirtschaftlichen Hochschule in Berlin tätig. Gleichzeitig wirkte er als Dozent für Geodäsie und war Observator am Geodätischen Institut Potsdam. An der Friedrich-Wilhelms-Universität zu Berlin promovierte Erich Brennecke 1921 zum Dr. phil. Das Thema seiner Dissertation lautete Über die Ausgleichung der Dreieckskette Swakopmund-Gobabis (Deutsch-Südwest-Afrika) – bei der die Dreieckswinkel beobachtet sind –, die aber nach Richtungen ausgeglichen ist. Eine kritische Untersuchung. Von 1922 bis 1928 war Erich Brennecke ordentlicher Professor für Geodäsie und Vermessungskunde an der Technischen Hochschule zu Berlin und im Anschluss ordentlicher Professor sowie gleichzeitig am Institut für Vermessungskunde an der Fakultät II für Bauwesen. Nach dem Zweiten Weltkrieg war er von 1946 bis zu seiner Emeritierung Ende März 1954 Ordinarius für Geodäsie und Vermessungskunde sowie gleichzeitig bis 1947 Dekan der Fakultät III für Bauingenieurwesen. 1950 übernahm er ferner das Direktorat des Institutes für Vermessungskunde der Technischen Universität zu Berlin.
Seine wissenschaftlichen Schwerpunkte waren messtechnische Grundlagen beim Setzungsmessen an großen Bauwerken, Fehlertheorie und Ausgleichsrechnung, Kollektivmaßlehre und Korrelationsrechnung sowie geodätische Dokumentation.
Brennecke wurde am 11. Mai 1946, gemeinsam mit Dr. Friedrich Klempau, durch Beschluss des Vereinsregistergerichts in Berlin nach § 29 BGB (Notvorstandsklausel) zum Notvorstand des Deutschen Vereins für Vermessungswesen bestellt (Brennecke als stellvertretender Vorsitzender). Brennecke gehörte 1949 zu den Gründern des Berliner Vereins für Vermessungswesen (ab 1951 Deutscher Verein für Vermessungswesen, Landesverein Berlin) und war bis 1953 dessen stellvertretender Vorsitzender. 
Erich Brennecke gehörte zu den Gründern und ersten Mitgliedern der im Jahre 1950 gebildeten Deutschen Geodätischen Kommission bei der Bayerischen Akademie der Wissenschaften.

## Schriften (Auswahl)
- Über die Ausgleichung der Dreieckskette Swakopmund-Gobabis (Deutsch-Südwest-Afrika) – bei der die Dreieckswinkel beobachtet sind –, die aber nach Richtungen ausgeglichen ist. Eine kritische Untersuchung. Berlin 1921.

## Ehrungen
Brennecke wurde zum Ehrenmitglied des Deutschen Vereins für Vermessungswesen, Landesverein Berlin, ernannt. Am 1. März 1957 erfolgte die Ernennung zum Ehrensenator der TU Berlin. Er erhielt auch das Bundesverdienstkreuz I. Klasse verliehen.

## Familie
Erich Brennecke war verheiratet mit Anna Brennecke geborene Cappellen.